# Westeneng
Westeneng is een buurtschap in de Nederlandse gemeente Ede, gelegen in de provincie Gelderland. Het ligt 2 kilometer ten westen van Harskamp en 1,5 kilometer ten noorden van Wekerom.
Hoofdplaats: Ede       Dorpen: Bennekom · Ederveen · Harskamp · Hoenderloo (deels) · De Klomp · Lunteren · Otterlo · Wekerom

Buurtschappen: Deelen · Doesburgerbuurt · Driesprong · Eschoten · De Ginkel · Hoekelum · Hoog Baarlo · De Kade · De Kraats · Manen · Meulunteren · Mossel · Nederwoud · Nergena · Nieuw-Reemst · (Oostdorp) · Oud-Reemst · Overwoud · Roekel · De Valk · Walderveen · Westeneng

Gelderland: Steden en dorpen in Gelderland      Nederland: Provincies · Gemeenten